# Mino (rapper)
Song Min-ho (tiếng Hàn: 송민호, sinh ngày 30 tháng 3 năm 1993), thường được biết đến với nghệ danh Mino, là một nam ca sĩ người Hàn Quốc kiêm nhạc sĩ, đồng thời là rapper và thành viên nhóm nhạc Winner
Anh từng xuất hiện và tham gia chương trình do Mnet sản xuất "Show me the money mùa 4".Với danh hiệu á quân, Mino đã chứng tỏ thực lực khả năng Rap một cách hoàn hảo. Và đồng thời cũng là một hoạ sĩ với nhiều tác phẩm được trưng bày ở các bảo tàng nổi tiếng trên thế giới.

## Sự nghiệp
Song Mino bắt đầu sự nghiệp ca hát trong giới underground. Anh là rapper trong một khoảng thời gian cùng với Pyo Jihoon (P.O BLOCK B), Woo Jiho (Zico BLOCK B), Woo Jiseok (Taewoon SPEED), Sim Jongsu (SIMS M.I.B), Scotch VIP, và Roydo. Song Minho lấy nghệ danh là Mino hay là Hugeboy Mino, anh đã gia nhập vào Royal Class – một nhóm underground. Mino đã sáng tác và sản xuất nhiều bài hát/rap của riêng mình và nhiều bản mixtape khác. Anh cũng đã từng hợp tác với nhiều nghệ sĩ underground nổi tiếng khác.
Sau đó, Song Minho bắt đầu làm thực tập sinh cho công ty Brand New Stardom (hiện giờ chia thành Stardom Entertainment và Brand New Entertainment) cùng với Park Kyung, Zico, và Hanhae. Minho đã được xét vào danh sách các thành viên sẽ được debut với tên BLOCK B (cùng với Zico, U Kwon, Hanhae nhóm PHANTOM, và Park Kyung) nhưng anh đã ra khỏi nhóm vào phút cuối mà không có lý do chính thức.
Sau này lại trở thành thực tập sinh cho công ty Y2Y Contents Company Entertainment, với vai trò là rapper chính cho nhóm nhạc B.O.M và debut với biệt hiệu là 타군 (Tagoon). Minho tham gia diễn xuất lần đầu tiên vào tháng 3 năm 2012. Anh đã đóng vai Park Kibum trong bộ phim K-POP The Ultimate Survival. Vào đầu năm 2013, công ty tuyên bố B.O.M chính thức tan rã vì. Y2Y Contents Company cho biết, Minho đã và đang hoạt động rất tốt ở một công ty khác, và dường như anh sắp phát hành album riêng. Trong khoảng thời gian B.O.M hoạt động mờ nhạt và trước khi công ty tuyên bố nhóm tan rã, Minho đã là thực tập sinh của YGE.
Minho là một ngôi sao trong chương trình thực tế của YGE mang tên Who Is Next. Chương trình là cuộc chiến sống còn của 11 thực tập sinh được tuyển chọn và chia thành 2 nhóm A và B. Hai nhóm sẽ thi đấu với nhau và nhóm chiến thắng thông qua lượng bình chọn của khán giả sẽ được chính thức debut. Nhóm chiến thắng sẽ mang tên WINNER và chính thức được debut sau khi chương trình kết thúc cũng như chính thức được đi quảng bá. Nhóm thua sẽ bị tan rã. Song Minho được xếp vào TEAM A, một nhóm gồm 5 thành viên, gồm anh, Kim Jinwoo, Lee Seunghoon, Kang Seungyoon, Nam Taehyun. Song Minho là thành viên cuối cùng tham gia vào nhóm.
Trong tập đầu tiên của Who Is Next, YG đã chọn Song Minho làm nhóm trưởng TEAM A. Tuy nhiên, sau này Minho bị chấn thương, YG đã thu hồi lại chức vụ đó và trao nó cho Kang Seungyoon. Trong tập phát sóng cuối của Who Is Next, TEAM A thắng TEAM B và trở thành WINNER.
Giữa năm 2015, anh tham gia cuộc thi "Show me the money" season 4 thu hút sự chú ý của cộng đồng KPop. Ngay từ đầu chương trình, anh đã trở thành mục tiêu chỉ trích của hàng loạt thí sinh khác vì xuất thân thần tượng. Thậm chí, thí sinh Black Nut còn từng rap: "Kẻ thắng cuộc dù sao cũng sẽ là Song Mino", ám chỉ thành viên WINNER sẽ trở thành quán quân nhờ sự hỗ trợ của YG, trong cuộc thi anh đã bị chỉ trích vì rap xúc phạm phụ nữ và cho rằng anh được vào chung kết là nhờ sự hỗ trợ từ YG. Dù vậy, Mino vẫn luôn nỗ lực thể hiện năng lực của bản thân trong những tiết mục dự thi. tuy không giành được chức quán quân do khá nhiều định kiến về rapper idol, nhưng anh đã để lại dấu ấn sâu sắc với khán giả qua hàng loạt những hit với sự hỗ trợ của Zico (Block B) cũng là producer của SMTM4... Những bài hát của anh đều được xếp hạng cao trên các BXH lớn: Money flow, Okey dokey, Victim và đặc biệt là "Fear" với sự kết hợp của Taeyang (BIGBANG). Fear là bài hát nói về những gì mà Mino đã phải trải qua để có được như ngày hôm nay, với nội dung ý nghĩa và giai điệu da diết nên dù nhận không ít ý kiến trái chiều nhưng Fear vẫn liên tục all kill trên các BXH âm nhạc và nhận được nhiều lời khen ngợi từ các nghệ sĩ lớn. Qua cuộc thi Mino đã phần nào khẳng định được tài năng của mình mặc dù chỉ giành chức á quân.
Năm 2017, anh bắt đầu tham gia nhiều game show , cái tên Mino được biết đến không chỉ là 1 rapper mà còn là nhân vật đóng vai trò chủ yếu trong các game show . Anh không chỉ được khán giả yêu mến mà còn được đặt nhiều danh hiệu hài hước 
Năm 2021, Mino quay trở lại làm ban giám khảo của chương trình "Show me the money" season 10. 
Cái tên Mino trở thành danh hiệu rapper thực thụ trong giới underground.

## Vai trò trong các bài hát
| Năm  | Nghệ sĩ                       | Bài hát                     | Vai trò              | Album                            |
| ---- | ----------------------------- | --------------------------- | -------------------- | -------------------------------- |
| 2013 | Team A                        | "Go Up"                     | Viết lời & Soạn nhạc | WIN: Who Is Next, 'Final Battle' |
| 2013 | Team A                        | "Just Another Boy"          | Viết lời & Soạn nhạc | WIN: Who Is Next, 'Final Battle' |
| 2014 | Winner                        | "Empty"                     | Viết lời             | 2014 S/S                         |
| 2014 | Winner                        | "Color Ring"                | Viết lời             | 2014 S/S                         |
| 2014 | Winner                        | "Don't Flirt"               | Viết lời             | 2014 S/S                         |
| 2014 | Winner                        | "But"                       | Viết lời             | 2014 S/S                         |
| 2014 | Winner                        | "Tonight"                   | Viết lời             | 2014 S/S                         |
| 2014 | Winner                        | "Love is A Lie"             | Soạn nhạc & Viết lời | 2014 S/S                         |
| 2014 | Winner                        | "Different"                 | Soạn nhạc & Viết lời | 2014 S/S                         |
| 2014 | Winner                        | "Smile Again"               | Soạn nhạc & Viết lời | 2014 S/S                         |
| 2014 | Winner                        | "I'm Him"                   | Soạn nhạc & Viết lời | 2014 S/S                         |
| 2014 | Yoon Jongshin                 | "Wild Boy"                  | Viết lời             | Monthly Yoon Jongshin            |
| 2014 | Epik High                     | "Born Hater"                | Viết lời             | Shoebox                          |
| 2015 | Song Min-ho                   | "Turtle Ship"               | Viết lời             | Show Me the Money 4              |
| 2015 | Song Min-ho                   | "Moneyflow"                 | Viết lời             | Show Me the Money 4              |
| 2015 | Song Min-ho                   | "Fear"                      | Viết lời             | Show Me the Money 4              |
| 2015 | Song Min-ho                   | "Okey Dokey"                | Viết lời             | Show Me the Money 4              |
| 2015 | Song Min-ho                   | "Victim + 3Poppin' Bottles" | Viết lời             | Show Me the Money 4              |
| 2016 | Winner                        | "Pricked"                   | Soạn nhạc & Viết lời | EXIT: E                          |
| 2016 | Winner                        | "Baby Baby"                 | Viết lời             | EXIT: E                          |
| 2016 | Winner                        | "Sentimental"               | Viết lời             | EXIT: E                          |
| 2016 | Winner                        | "Immature"                  | Viết lời             | EXIT: E                          |
| 2016 | Lee Hi                        | "World Tour"                | Viết lời             | Seoulite                         |
| 2016 | Kush & Zion.T ft. Song Min-ho | "Machine Gun"               | Viết lời             | Show Me The Money 5 Special      |
| 2016 | Song Min-ho & Moon Hee-kyung  | "Don't Call Me Mama"        | Soạn nhạc & Viết lời | Không thuộc album nào            |
| 2016 | Song Min-ho                   | "Body"                      | Soạn nhạc & Viết lời | The Mobb                         |
| 2016 | MOBB                          | "Hit me" ft. Kush           | Soạn nhạc & Viết lời | The Mobb                         |
| 2016 | MOBB                          | "Full House"                | Viết lời             | The Mobb                         |

## Danh sách đĩa nhạc
1. ↑  "YG WIN, 'FINALE BATTLE' Songs Top 4 Countries' iTunes Charts!". Bản gốc lưu trữ ngày 20 tháng 4 năm 2021. Truy cập ngày 19 tháng 9 năm 2016.

### Bài hát làm ca sĩ chính
| Năm  | Tên bài hát                                        | Thứ hạng | Thứ hạng | Doanh thu               | Album                 |
| Năm  | Tên bài hát                                        | KOR[16]  | US World | Doanh thu               | Album                 |
| 2014 | "I'm Him" (걔 세)                                  | 15       | —        | - KOR: 208,939 (DL)[17] | 2014 S/S              |
| 2015 | "Turtle Ship (거북선)" (feat. Paloalto)            | 4        | —        | - KOR: 813,526 [18]     | Show Me the Money 4   |
| 2015 | "Money Flow (다 비켜봐)"                           | 7        | —        | - KOR: 355,227[19]      | Show Me the Money 4   |
| 2015 | "Fear (겁) (feat. Taeyang)"                        | 1        | 9        | - KOR: 1,447,540+ [20]  | Show Me the Money 4   |
| 2015 | "Victim + Poppin Bottles" (feat. B-Free, Paloalto) | 51       | —        | - KOR: 34,133+[21]      | Show Me the Money 4   |
| 2015 | "Okey Dokey"                                       | 9        | —        | - KOR: 1,089,438+ [22]  | Show Me the Money 4   |
| 2016 | "Pricked" (사랑가시) (với Taehyun)                 | 7        | 4        | - KOR: 176,652[23]      | EXIT: E               |
| 2016 | "Don't Call Me Mama" (엄마야) (với Moon Hee-kyung) | —        | —        |                         | Không thuộc album nào |
| 2016 | "Body" (몸)                                        | —        | —        |                         | The Mobb              |
| 2016 | "Hit me" (빨리 전화해) ft. Kush (as MOBB)          | —        | —        |                         | The Mobb              |
| 2016 | "Full House" (붐벼) (as MOBB)                      | —        | —        |                         | The Mobb              |
| 2017 | "The Door" (문) (with Kang Seung Yoon)             |          |          | KOR: 18 521+ [24]       | 슬기로운 감빵생활 OST |

### Bài hát trong vài trò nghệ sĩ đặc biệt
| Năm                                                                          | Tên bài hát                                                                | Thứ hạng | Thứ hạng | Doanh thu           | Album                       |
| Năm                                                                          | Tên bài hát                                                                | KOR      | US World | Doanh thu           | Album                       |
| ---------------------------------------------------------------------------- | -------------------------------------------------------------------------- | -------- | -------- | ------------------- | --------------------------- |
| 2014                                                                         | "Born Hater" Epik High (featuring Beenzino, Verbal Jint, B.I, Mino, Bobby) | 3        | 5        | - KOR (DL): 852,352 | Shoebox                     |
| 2016                                                                         | "World Tour" Lee Hi                                                        | 14       | —        | - KOR (DL): 181,102 | Seoulite                    |
| 2016                                                                         | "Machine Gun" Kush & Zion.T                                                | 10       | —        | - KOR (DL): 231,260 | Show Me The Money 5 Special |
| 2018                                                                         | Where R U From - SeungRi (feat Mino)                                       |          |          |                     | TheGreatSeungri             |
| 2019                                                                         | Hooligan - Eun Jiwon (feat Mino)                                           |          |          |                     | G1                          |
| "—" denotes releases that did not chart or were not released in that region. |                                                                            |          |          |                     |                             |

## Phim ảnh
Bản mẫu:Bản đầy đủ

### Video nhạc
Bản mẫu:Bản đầy đủ

### Chương trình thực tế
| Tên bài hát         | Nghệ sĩ   | Độ dài | Trong vai              | Tham khảo |
| ------------------- | --------- | ------ | ---------------------- | --------- |
| "Ringa Linga"       | Taeyang   | 3:49   | Chính mình (Khách mời) | [ 5 ]     |
| "Empty"             | Winner    | 4:07   | Chính mình             | [ 6 ]     |
| "Color Ring"        | Winner    | 4:24   | Chính mình             | [ 7 ]     |
| "I'm Him"           | Mino      | 3:21   | Chính mình             | [ 8 ]     |
| "Born Hater"        | Epik High | 5:27   | Chính mình             | [ 9 ]     |
| "Sentimental"       | Winner    | 3:43   | Chính mình             | [ 10 ]    |
| "Baby Baby"         | Winner    | 5:05   | Chính mình             | [ 11 ]    |
| "I'M YOUNG"         | Winner    | 5:41   | Chính mình             |           |
| "Body"              | Mino      | 3:19   | Chính mình             | [ 12 ]    |
| "Hit Me" feat. Kush | MOBB      | 4:20   | Chính mình             | [ 13 ]    |
| "Full House"        | MOBB      | 3:45   | Chính mình             | [ 14 ]    |
| "Really Really"     | Winner    | 3:40   | Chính mình             |           |
| "Fool"              | Winner    | 3:55   | Chính mình             |           |
| "Love me love me"   | Winner    | 3:43   | Chính mình             |           |
| "Island"            | Winner    | 3:37   | Chính mình             |           |
| "EVERYDAY"          | Winner    | 3:35   | Chính mình             |           |
| "FIANCÉ"            | Mino      | 3:45   | Chính mình             |           |
| "MILLIONS"          | Winner    | 3:37   | Chính mình             |           |
| "AH YEAH"           | Winner    | 3:12   | Chính mình             |           |
| "SOSO"              | Winner    | 3:56   | Chính mình             |           |
| "HOLD"              | Winner    | 4:20   | Chính mình             |           |

{| class="wikitable"
! Năm
! Đài truyền hình
! Tên chương trình
!Tập
! Vai trò
|-
| 2012
| Channel A
| K-POP - The Ultimate Audition
|
| Park Ki-bum
|-
| 2013
| Mnet
| Who is Next: WIN
|
| Thành viên Team A
|-
| 2014
| SBS
| Inkigayo
|
| MC Đặc biệt
|-
|
|MBC
|Weekly Idol
|
|Khách mời
|-
| 2015
| Mnet
| Show Me the Money 4
|
| Người dự thi
|-
| rowspan="6" | 2016
| SBS
| Running Man
|Ep.294
| Khách mời
|-
| JTBC
|Hip Hop Tribe
|
| Người sản xuất
|-
| Mnet
| Show Me the Money 5
|
| Khách mời
|-
| JTBC
| Half-Moon Friends (반달친구)
|
| rowspan="2" | Thành viên chính
|-
| Tencent
SBS MTV
| The Collaboration
|
|-
|MBC
|Infinity Challenge
|506, 507, 513
|Khách mời
|-
| rowspan="9" |2017
|tvN
|Tân Tây du kí 3
|
|Thành viên chính
|-
| rowspan="3" |MBC
|Secret Variety Training
| rowspan="2" |Ep.1
| rowspan="5" |Khách mời
|-
|Oppa thinking
|-
|Weekly Idol
|Ep.301
|-
|SBS
|Animal farm
|Ep.820
|-
|JBTC
|Let's eat dinner together
|Ep.34
|-
| rowspan="3" |tvN
|Tân Tây du kí 4
|
| rowspan="3" |Thành viên chính
|-
|Tuổi trẻ đẹp hơn hoa (Winner youth over flower)
|
|-
|Quán ăn Kang (Kang kitchen)
|
|-
|2018
|MBC
|It's dangerous beyond the blankets
|Episode 6, 7
|Khách mời
|-
|2019
|
|MY MAJOR IS HIPHOP
|
|Thành viên chính
|}

### Phim
| Năm  | Tên phim         | Nhân vật                                                     | Đài truyền hình |
| ---- | ---------------- | ------------------------------------------------------------ | --------------- |
| 2014 | SBS Gayo Daejeon | Tham gia cùng Jung Yong-hwa, L, Nichkhun, Baro & Song Ji-hyo | SBS             |

## Giải thưởng và đề cử
| Năm  | Giải thưởng                      | Đề mục                          | Bài hát được đề cử    | Kết quả   |
| ---- | -------------------------------- | ------------------------------- | --------------------- | --------- |
| 2015 | 7th MelOn Music Awards           | Hot Trend Award                 | "Fear" (feat.Taeyang) | Đề cử     |
| 2016 | 5th Gaon Chart K-Pop Awards      | Discovery of the Year (Hip Hop) |                       | Đoạt giải |
| 2018 | 2nd Soribada Best K-Music Awards | New Hallyu Hiphop Artist        |                       | Đoạt giải |
| 2019 | 33rd Golden Disc Awards          | Best Hip-Hop Award              |                       | Đoạt giải |
| 2019 | 8th Gaon Chart Music Awards      | Song of the year - November     | Fiancé                | Đề cử     |